# فلج خواب
فلج خواب حالتی است (طی بیدار شدن یا به خواب رفتن) که در آن فرد هوش‌یار است اما قادر به حرکت یا صحبت نیست. در طول حادثه، فرد می‌تواند توهم (شنیدن، احساس کردن یا دیدن چیزهایی که وجود ندارند) شود که اغلب منجر به وحشت می‌شود. این حادثه معمولاً بیش از دو یا سه دقیقه طول نمی‌کشد. این حادثه می‌تواند عود کند یا به صورت یک حمله تکی رخ دهد.
فلج خواب در غیر این صورت می‌تواند در افراد سالم یا مبتلایان به حمله خواب رخ دهد یا ممکن است در خانواده‌ها بر اثر تغییرات ژنتیکی به خصوص ایجاد شود. این وضعیت می‌تواند به‌وسیلهٔ محرومیت از خواب، فشار روانی یا چرخه‌های خواب غیرعادی تحریک شود. اعتقاد بر این است که مکانیسم اساسی باعث اختلال در خواب REM می‌شود. رؤیای شفاف بر احتمال فلج خواب تأثیر نمی‌گذارد، اما برخی از رویاپردازان شفاف از این وضعیت برای دیدن رؤیای شفاف استفاده می‌کنند. تشخیص آن بر اساس توصیف فرد است. سایر شرایطی که می‌توانند به‌طور مشابه بروز کنند عبارتند از: نارکولپسی، تشنج آتونیک و فلج دوره‌ای هیپوکالمی.
گزینه‌های درمانی برای فلج خواب خیلی کم مورد مطالعه قرار گرفته است. توصیه می‌شود به مردم اطمینان داده شود که این بیماری شایع است و به‌طور کلی خطرناک نیست. دیگر اقداماتی که ممکن است امتحان شوند عبارتند از: بهداشت خواب، رفتاردرمانی شناختی و داروهای ضدافسردگی.
بین ۸ تا ۵۰ درصد افراد در طول زندگی خود فلج خواب را تجربه می‌کنند. حدود ۵ درصد از مردم حمله‌های منظم دارند. مردان و زنان به یک اندازه تحت تأثیر این وضعیت قرار می‌گیرند. فلج خواب در طول تاریخ شرح داده شده‌است. اعتقاد بر این است که این وضعیت در خلق داستان‌هایی با موضوع ربوده‌شدن توسط موجودات بیگانه و سایر رخدادهای فراهنجار نقش داشته است.